# Juvencus
Juvencus, teljes nevén Gaius Vettius Aquilinius Juvencus (műk. a 4. század első felében), hispaniai presbiter, egyházi költő.

## Élete és műve
Nem sok adat ismert róla. Hispániai előkelő családból származott, és Nagy Konstantin római császár idején, valószínűleg 329/330 körül adta ki Historia evangelica (más néven Evangeliorum libri IV) című bibliai eposzát 27 + 3384 hexameter terjedelemben, négy könyvben.
Úgy vélte, hogy – bár semmi sem halhatatlan a Földön – a költők hírneve sokáig fennmarad. Mivel a költők művei tulajdonképpen kitalációk, mennyivel inkább halhatatlan hírnevet szerezhet magának az olyan költő, aki az Isteni igazságot beszéli el – egyben ez mentheti meg a szerzőt az utolsó ítélet napján a végső büntetéstől.
Túl akarván szárnyalni Homéroszt és Vergiliust, ő maga is epikus formában állít emléket a kereszténység megalapítójának. Művében leírta Jézus életét, törekedve a Bibliához való szinte szó szerinti hűségre. Jézus gyermekkorának történetéhez (1, 1–306) elsősorban Máté és Lukács evangéliumát, Jézus felnőttkorára vonatkozóan Máté – és helyenként János evangéliumát – használta. Nyelve aránylag egyszerű, verselése folyékony.
Juvencus alkotásával „a keresztény Vergilius” nevet vívta ki magának. A korai keresztény szerzők közül ismeri Szent Jeromos, Faltonia Proba és Nolai Szent Paulinus. Gyakran a Szentírás helyett idézik. A középkorban is népszerű volt: 6 kézirata Karoling-kor előtti, a 9–10. században a legelterjedtebb 30 kézirattal. A 11. századig az iskolai szerzők között szerepelt, majd a reneszánsz idején újra felfedezték.

## Műve aPatrologia Latina-ban
- Jacques Paul Migne (szerk.). 19. kötet, Patrologia Latina ( → hely: Patristica.net) (1841–1855). Hozzáférés ideje: 2016. szeptember 4.